# Olanzapin
Olanzapin (Zipreksa ili u kombinaciji sa fluoksetinom Simbiaks) je atipični antipsihotik, koji je FDA odobrila za tretman šizofrenije i bipolarnog poremećaja. Olanzapin je strukturno sličan sa klozapinom, ali je klasifikovan kao tienobenzodiazepin. Olanzapin proizvodi i prodaje farmaceutska kompanija Ilaj Lili end kompani. Lek je poprimio generički status 2011. Prodaja Zipreksa je 2008. bila $2,2 milijarde u SAD-u, i $4,7 milijarde globalno.

## Farmakologija
Olanzapin ima veći afinitet za  serotoninske receptore nego D2 dopaminske receptore. Afiniteti u donjoj list su konstante disocijacije (nM). Olanzapin se vezuje kao antagonist/inverzni agonist za sledeće receptore:
- dopaminski D1: 31
- dopaminski D2: 11
- dopaminski D4: 27
- serotoninski >: 4
- serotoninski : 11
- serotoninski : 57
- muskarinski M1: 26
- adrenergički alfa1: 19
- histaminski H1: 7

## Hemija
Olanzapin se može pripremiti počevši od malononitrila i propionaldehida:

## Spoljašnje veze

### Korisničke informacije
- [http://medlibrary.org/drugs/anti-psychotic/zyprexa.html
- [http://www.nlm.nih.gov/medlineplus/druginfo/uspdi/203492.html n
- e

### Kontroverze
- [http://query.nytimes.com/gst/fullpage.html?sec=health&res=9F00E5DB1430F936A35752C0A9619C8B63

|  | Molimo Vas, obratite pažnju na važno upozorenje u vezi sa temama iz oblasti medicine (zdravlja). |